# Повесть о двух братьях
«Повесть о двух братьях» — древнеегипетская сказочная история, которая датируется временем правления фараона Сети II, царствовавшего с 1200 до 1194 годы до н. э. в эпоху XIX династии Нового царства. История сохранилась на папирусе Д’Орбиней, который в настоящее время хранится в Британском музее. Первая из ставших известными древнеегипетских сказок. Именно эта сказка опровергла ошибочное представление, преобладавшее в первой половине XIX века, что в Древнем Египте не существовало художественной литературы.

## Источник текста
Источником текста является папирус Д’Орбиней (инв. номер: EA10183 Британского музея); папирус был написан в конце XIX династии писцом Эннаной. Рукопись была случайно приобретена во время путешествия по Италии леди Д’Орбиней. Желая знать ее содержание, леди, проездом через Париж в 1852 году, показала ее знаменитому ученому, хранителю египетских древностей в Лувре, виконту де Руже. Последний тут же сделал с рукописи беглый перевод, граничащий с пересказом, который напечатал в следующем году в «Revue archéologique». Приобретён у леди Д’Орбиней Британским музеем в 1857 году, и спустя три года он вышел в факсимильном издании под наблюдением Сэмюэль Бёрча Первый полный перевод повести был сделан в 1864 году профессором Бругшем. После этого манускрипт, ставший знаменитым, многократно переиздавался, переводился, пересказывался и комментировался.

## Сюжет
История развивается вокруг отношений двух братьев — старшего Анупу, который был женат и заботился о младшем по имени Бата, как отец о сыне. Братья вместе трудились, обрабатывая землю и разводя коров, причём коровы разговаривали с Батой человеческим голосом и сами выбирали себе место, где им пастись, Бата же послушно вёл их туда, куда они сами желали. Однажды братья сеяли зерно в поле, и зерно закончилось. Тогда Анупу послал младшего брата домой, чтобы тот принёс ещё зерна для посева. Брат пришёл домой за зерном, и в это время жена Анупу попыталась соблазнить Бату. Тот в резкой форме отверг её домогательства, пообещав, однако, сохранить всё в тайне, после чего вернулся в поле к брату, и они продолжили работать. Окончив работу, братья вернулись в дом, и жена в отместку младшему брату притворилась избитой и сказала своему мужу, что его брат хотел её соблазнить и избил, получив отказ. В гневе Анупу точит нож и, сжимает его в руке, начинает подстерегать брата, чтобы убить его. Но коровы, которых Бата загонял вечером в хлев, человеческим голосом предупреждают его, чтобы тот бежал прочь, ибо Анупу стоит за дверью хлева с ножом в руке. Бата увидел под воротами хлева ноги старшего брата и понял, что брат подстерегает его, чтобы расправиться с ним. Он бросается бежать, молясь богу Ра-Хорахти о спасении, а Анупу бежит за ним с ножом. Вняв молитве, Ра создаёт между двумя братьями большое водное пространство, кишащее крокодилами, через которое Бата, наконец, имеет возможность поделиться своей версией события, предложив для начала дождаться рассвета, чтобы Солнце стало свидетелем его слов. И вот один из братьев оказался на одном берегу, второй — на другом. Чтобы подчеркнуть искренность, Бата отсекает острым ножом для резки тростника свои гениталии и бросает в воду, где их съедает сом.

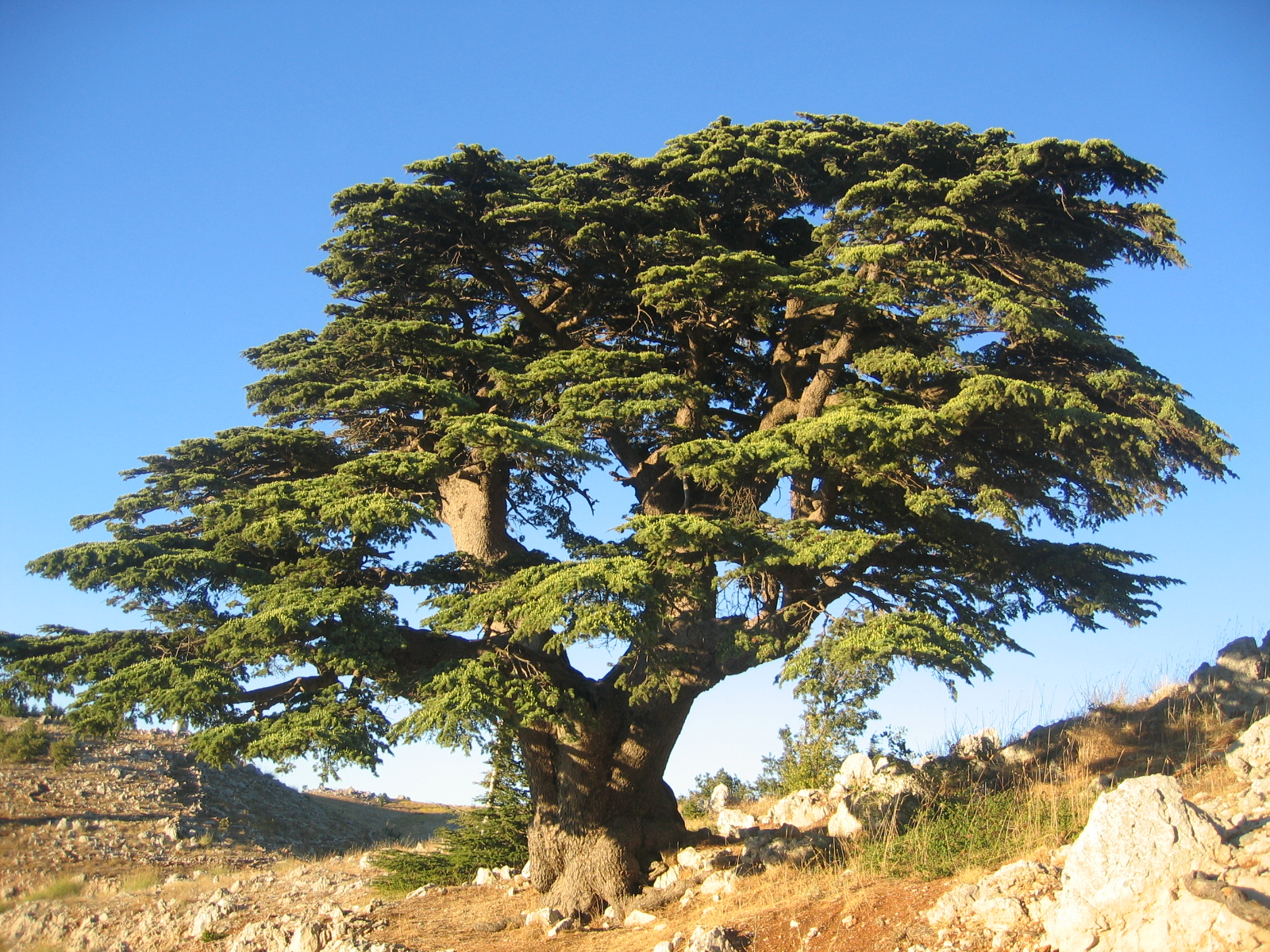
Кедр. Горный Ливан.

Бата заявляет, что отныне идёт в Долину кедра, а на вершине кедра поместит своё сердце, поэтому он умрёт тогда, когда срубят кедр; но стоит опустить сердце в свежую воду, как он, Бата, оживёт. Бата также указал признак, по которому Анупу узнаёт о его смерти: когда неожиданно вспенится кем-либо поданное пиво. Выслушав слова брата, Анупу возвращается домой и убивает свою жену. Между тем, Бата строит в Долине кедра для себя новый дом (башню). 

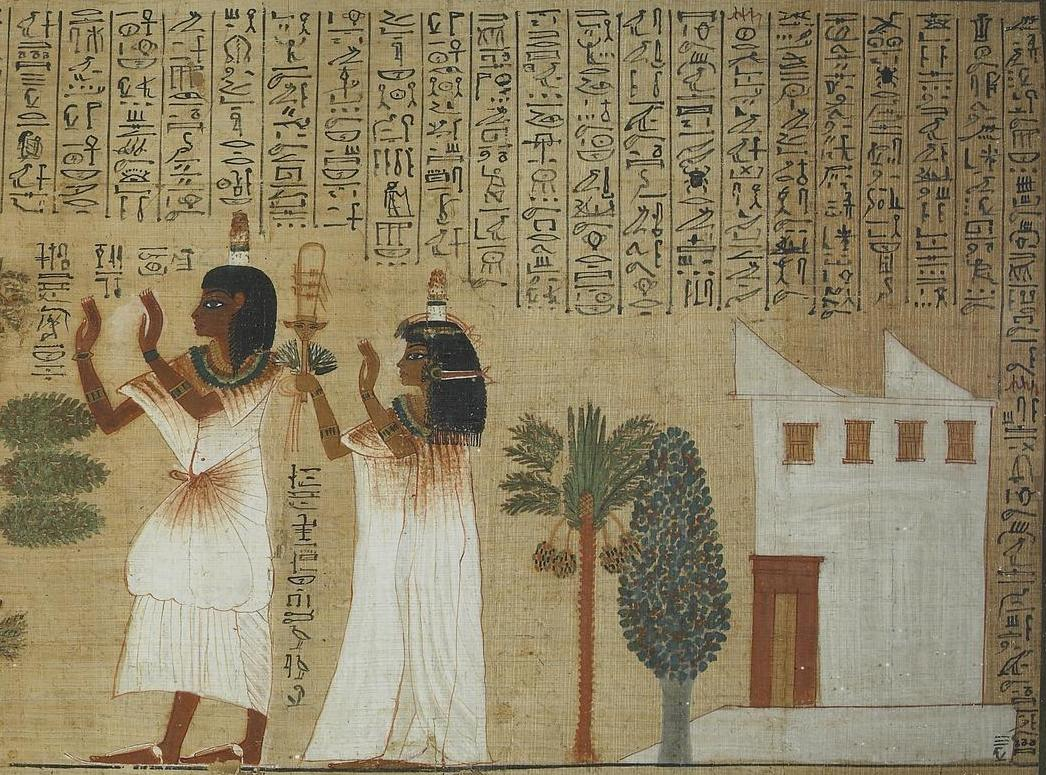
Под «башней» вероятно имеется в виду прохладный высокий дом с окнами в верхней части стены, подобный изображенному. Фрагмент заупокойного папируса Нахта. Британский музей.

Однажды он встречает эннеаду (девятерицу основных богов Египта). По просьбе Ра-Хорахти Хнум (бог, который часто изображается в египетской мифологии как творец человека, слепившего его на гончарном круге) создаёт для Бата жену, чтобы тот не оставался одиноким. Все части её тела были прекраснее, чем у какой бы то ни было женщины во всей земле. Все (присущее) богам заключалось в ней, но семеро Хатхор предрекли ей смерть от меча. 
Как-то, когда Бата был на охоте, его жена вышла прогуляться; но за ней погналось море, а кедр вырвал прядь её волос, которую волны вынесли во владения фараона, в то место, где стирали царское бельё. Прядь источала прекрасное благоухание, которым пропиталась одежда фараона. Фараон поначалу был недоволен этим запахом и объявлял выговор своим придворным прачечникам. Но благодаря мудрости писцов он узнал, что эта благоуханная прядь волос принадлежит не простой женщине, а дочери бога Ра-Хорахти в которой сокрыто семя всех богов, и что это «привет» (дань, дар) царю из чужой страны.
Фараон приказывает гонцам пойти во все чужеземные страны, чтобы отыскать красавицу и привести её. Только из Долины кедра посланцы не вернулись, — их убил Бата. Царь снова послал в Долину кедра множество солдат и с ними женщину. Эта женщина (служанка фараона) дала жене Баты прекрасные женские одежды, и жена Баты пришла в Египет вместе с ней, а фараон сделал её своей великой «шепсет» («знатной дамой», «госпожой» — придворное звание). «Шепсет» выдала секрет смерти своего мужа. Кедр, на котором Бата поместил своё сердце, срубают, и Бата умирает.

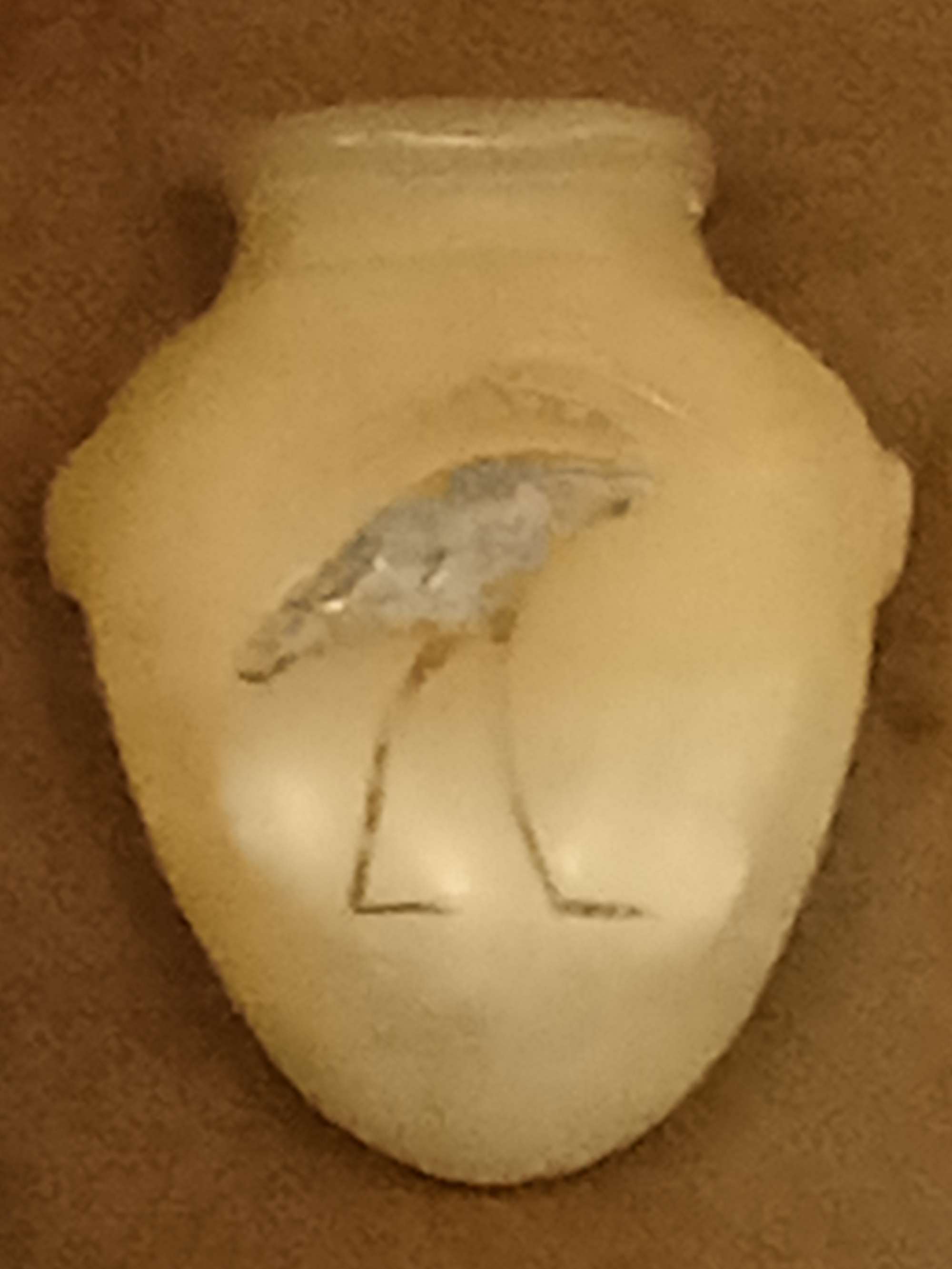
Амулет в форме сердца с выгравированным иероглифом птицы Бенну. Эрмитаж.

После смерти Баты пиво, поданное Анупу, вспенилось. Правильно растолковав знамение, Анупу отправляется в Долину кедра, где ищет сердце брата более трёх лет, а потом ещё четыре года, пока не находит. Следуя словам брата, Анупу помещает сердце в чашу со свежей водой, Бата выпивает воду, сердце становится на место, и Бата оживает. Затем он принимает форму быка, у которого всякого рода красивые цвета, брат Анупу садится ему на спину, и на следующее утро они вместе оказываются в Египте у фараона. Царь очень обрадовался прекрасному быку и наградил Анупу серебром и золотом. 
Его жена, узнав о превращении Бата в быка от него самого, выпрашивает у фараона печень быка на съедение. Объявляется о жертвоприношении. Быка приносят в жертву, но две капли крови падают у косяков великих врат его величества, а из капель прорастают два дерева персеи. Бата, на этот раз в виде двух деревьев, вновь открывается своей бывшей супруге, и она опять выпрашивает у фараона услугу — деревья персеи для изготовления мебели. Во время рубки деревьев щепка отскакивает «великой любимице» в рот и проглатывается, из-за чего она рождает сына, которого фараон в итоге объявляет наследным принцем. 
Когда его величество «улетает на небо» (умирает), наследный принц (переродившийся Бата) становится царём. Неверная жена предстаёт перед судом вельмож, и те приговаривают её к казни от меча, как предсказывали ей это некогда семеро Хатхор. Тридцать лет Бата правил Египтом. А, когда Бата «отошёл к жизни», его старший брат Анупу встал на его место.

## Темы и контекст
Герои сказки носят имена богов Бата и Ануп. Эти боги почитались в 17-м номе Верхнего Египта. Сведения о Бате крайе скудны. Достоверно можно сказать, что он почитался в образе быка.
В Поэме Пентаура (в которой описывается Битва при Кадеше) упоминается город расположенный в «долине кедра». Однако, невозможно установить в сказке реальная или воображаемая Долина кедра.
Несколько тем, присутствующих в «Повести о двух братьях», являются существенными для древнеегипетской культуры. Одной из них является монархия. Вторая половина рассказа имеет дело в основном с египетскими идеями царского сана и о связи между божеством и фараоном: жена Баты, в конечном счёте, оказывается беременной им — ссылка на двойственную роль женщин в правопреемстве престола; роли матери и супруги царя Египта были обе равнозначимы. Кроме того, аспект создания жены богами служил легитимным правом для царского сана Баты, тем более, что он, фактически, ребёнком фараона не был. Помимо этого, упоминание близости Баты с богами эннеады в середине истории призвано подчеркнуть законность принятия им власти фараона: боги даруют Бате божественную милость, когда он в ней нуждается.
В повести есть также несколько ссылок на разделение Египта на две страны. На протяжении всей древнеегипетской истории, даже тогда, когда страна была политически единой и стабильной, признавалось существование двух областей: Нижний Египет — северные районы, включая Дельту Нила, и Верхний Египет — южные районы. В начале истории Бата упоминается как особенный, потому что «не было подобного ему во всей стране, и была сила бога в нём». Кроме того, всякий раз, когда один из братьев гневается, употребляется образное сравнение с «верхнеегипетской пантерой» или, в другом переводе, «гепардом юга».

## Интерпретация и анализ
Некоторые проблемы необходимо учитывать при анализе древнеегипетской литературы в целом, и «Повесть о двух братьях» не является исключением. Сложность анализа литературы Древнего Египта в том, что «дефицит источников наделяет наблюдение за любым видом исторического развития в древнеегипетской литературе весьма гипотетическим статусом и делает реконструкцию любых интертекстуальных связей, вероятно, просто невозможной».
Антонио Лоприено отмечает, что теория эвгемеризма часто успешно применяется при анализе египетской литературы. Подобный историокоцентрический метод анализа, связывает литературу с политическими событиями. Лоприено приводит примеры таких связей: Сказание Синухе и Поучение Аменемхета необходимо рассматривать на фоне правления Аменемхета I и Сенусерта I, сказку об обреченном царевиче — на фоне интенсивных отношений между Египтом и Азией во время правления XVIII династии. 
Относительно «Повести о двух братьях» Сьюзен Тауэр Холлис выступает за аналогичный подход, высказывая предположение, что сказка может «содержать отражение реальной исторической ситуации». В частности, Холлис предполагает, что история, возможно, берёт своё начало в череде споров о наследовании престола после правления Мернептаха в начале XIII века до н. э. Когда Мернептах скончался, Сети II был, несомненно, законным наследником престола, но ему бросил вызов Аменмес, который в течение по крайней мере нескольких лет правил в Верхнем Египте.
Б. А. Тураев придерживался мнения, что сказка не имеет ничего общего с историей. При этом Тураев считал, что сказка несомненно стоит в связи с религией и мифом об Осирисе, показывая человеческое подобие этого бога.
Хотя фараон и сопричастен дурным поступкам неверной жены и не гнушается отобрать её у законного мужа, тем не менее отношение к нему в сказке достаточно лояльно — возможно здесь сказалась последующая обработка, смягчившая заострённость.

## Библейские параллели
Православный учёный и историк Д. И. Введенский, проводя апологетические исследования, обнаружил сюжетное сходство между сказкой о двух братьях и библейской историей Авраама в Египте (Быт. 12:11—20). По библейской истории, когда Авраам спустился в Египет, вельможи фараона увидели, что жена Авраама Сара женщина красивая, похвалили её фараону и она была взята в дом фараона; что очень напоминает эпизод из сказки «о двух братьях»: писцы рассказывают фараону, что они нашли благоуханную прядь дочери бога Ра-Хорахти, царь приказывает отыскать красавицу и её приводят в дом Фараона.
Эпизод неудачной попытки соблазнения Баты женой Анупу очень близок к библейской истории об Иосифе и жене Потифара (Быт. 39:6—19). Сходство настолько большое, что многие учёные считают соответствующую библейскую историю заимствованным египетским мотивом. Существуют и различия: Анупу пытается убить своего брата, Потифар же отдаёт Иосифа в темницу. Антиковед С. Я. Лурье отмечал и другое сходство: библейский эпизод сна фараона о семи худых и семи тучных коровах (Быт. 41:1—7) во всё том же рассказе об Иосифе чужд еврейским представлениям, зато легко объясним с точки зрения египетских верований. Богиня Хатхор, изображавшаяся в том числе и в облике коровы, покровительствует разливам Нила и плодородию. В сказке о двух братьях же семеро Хатхор предсказывают судьбу жене Баты.

## В искусстве и литературе

Жена Баты Шепсет во дворце фараона. Художник Н. М. Кочергин.

Египтологом Р. И. Рубинштейн была создана адаптация сказки для детей под названием «Чудесные превращения Баты», а известным художником Н. М. Кочергиным были написаны иллюстрации к изданию. Публикация сказки вышла в свет в 1967 году и неоднократно переиздавалась. В 1991 году на студии «Ленфильм» был выпущен диафильм с тем же названием.